# يربوع بلوشستان القزم
يربوع بلوشستان القزم أو اليربوع القزم ثلاثي الأصابع (الاسم العلمي: Salpingotulus michaelis) نوع من القوارض من فصيلة اليربوعيات متوطن في باكستان، وهو النوع الوحيد من جنس Salpingotulus. لا يتجاوز طول الحيوان البالغ من الرأس حتى منبت الذيل 4.4 سنتيمتر (1.7 بوصة)، وطول الذيل 8 سنتيمتر (3.1 بوصة).